# ドミニカーナ航空603便墜落事故
ドミニカーナ航空603便墜落事故とは1970年2月15日にドミニカ共和国で発生した航空事故である。出発地であるサントドミンゴの空港を離陸した直後に発生したこの事故で乗員乗客102人全員が死亡した。

## 事故機
事故機のマクドネル・ダグラス DC-9-32（機体記号HI-177）は前年の1969年に製造され、事故の僅か2ヶ月前にドミニカーナ航空に引き渡されたばかりの新造機だった。そのため総飛行時間は僅か354時間であった。

## 事故の経緯
603便はサントドミンゴ近郊にあるラス・アメリカス国際空港とプエルトリコのサンフアンにあるルイス・ムニョス・マリン国際空港を結ぶ国際線であった。現地時間の18時30分に離陸した603便は2分後に右エンジンが停止。クルーは右エンジンが停止した事を伝えた上で緊急事態を宣言。すぐに引き返そうとするも、今度は左エンジンも停止。操縦不能となった機体は高度を徐々に下げ、空港から3キロほど南にあるカリブ海に墜落。97人の乗客及び5人の乗員は全員死亡した。

## 著名な犠牲者
この飛行機には以下の著名人が搭乗していた。
- ボクシングライト級元チャンピオンのカルロス・テオ・クルスと彼の妻と2人の子供[5]。
- バレーボールプエルトリコ女子代表の選手11人とそのコーチ。彼女らはドミニカ共和国女子代表と親善試合を行った帰りに事故に巻き込まれた[5]。

## 事故調査
搭乗者の中にドミニカ共和国の元大統領であるアントニオ・アンベール・バレラの家族もいたため当初はテロを疑う者もいたが、その後の事故調査でテロ説は否定された。その代わりに、事故原因は燃料への水の混入によって両エンジンの燃料が汚染されたことと推測された。また、事故機のブラックボックスは回収されていない。

## 影響
ドミニカーナ航空はこの事故の8ヶ月前にもマイアミで事故を起こし、搭乗していた4人と地上にいた6人が死亡していた。このこともあって全便の運行を一時停止し、ドミニカーナ航空に所属していた整備士4人が逮捕された。